# Pasar III
Pasar III is een bestuurslaag in het regentschap Muara Enim van de provincie Zuid-Sumatra, Indonesië. Pasar III telt 6246 inwoners (volkstelling 2010).